# Ivor Guest, I barone Wimborne
Ivor Bertie Guest, I barone Wimborne (Dowlais, 29 agosto 1835 – Canford Manor, 22 febbraio 1914), è stato un imprenditore e politico britannico, deputato conservatore alla Camera dei comuni.

## Biografia
Ivor Guest nacque a Dowlais, villaggio gallese nei pressi di Merthyr Tydfil, da una famiglia dell'alta borghesia inglese. Il padre era Sir John Josiah Guest, ingegnere magnate dell'acciaio creato baronetto. La madre era Lady Charlotte Bertie, attiva negli affari e in campo letterario (tradusse il Mabinogion). Il secondo nome, Bertie, gli derivò dalla famiglia materna, i Bertie conti di Abingdon.
Grazie alla ricchezza e alle relazioni familiari venne presto introdotto in ambiti esclusivi. Compì i suoi primi studi presso la Harrow School, nel Middlesex. Passò quindi al prestigioso Trinity College dell'Università di Cambridge e nel 1856 ottenne il "Master of Arts".

## Carriera
Succedette al padre nel titolo di baronetto di Dowlais pochi mesi prima della sua morte, nel 1852. A quei tempi l'impresa di famiglia, la Dowlais Ironworks, era il maggior produttore di acciaio del mondo. Ivor Guest in qualità di figlio maggiore si dedicò quindi alla conduzione dell'impresa familiare.
Guest fu cornetta nel Dorsetshire Yeomanry il 20 aprile 1858 e fu promosso a tenente l'11 marzo 1867.
Ai tempi era considerato un inguaribile snob ed un arrampicatore sociale, tanto da venir fatto oggetto di satira dai periodici dell'epoca, come Vanity Fair, che lo soprannominarono the paying Guest (letteralmente "l'ospite a pagamento", cioè l'inquilino). Nel 1879 rifondò i campi di real tennis di Canford.
Ottenne l'ufficio di Alto Sceriffo di Glamorgan in 1862 e fu sindaco di Poole (1896-1897). Su iniziativa di Disraeli, il 30 aprile 1880 fu creato barone Wimborne di Canford Magna, nella Contea del Dorset, (coronando l'ambizione di entrare a far parte della nobiltà inglese) ed ebbe la carica di Aldermanno del Dorset.
Parlamentare Tory fin dal 1874, prese parte alla secessione causata dalle misure protezionistiche volute da Joseph Chamberlain e da allora sedette alla Camera dei Lord come liberale.

## Matrimonio
Sposò, il 25 maggio 1868, Cornelia Spencer-Churchill (17 settembre 1847-22 gennaio 1927), figlia di John Spencer-Churchill, VII duca di Marlborough, fu perciò zio acquisito di Sir Winston Churchill. Ebbero nove figli:
- Frances Charlotte Guest (22 marzo 1869-24 settembre 1957), sposò Frederic Thesiger, I visconte di Chelmsford, ebbero sei figli;
- Ivor Guest, I visconte Wimborne (16 gennaio 1873-14 giugno 1939);
- Christian Henry Charles Guest (15 febbraio 1874-9 ottobre 1957), sposò Frances Henrietta Lyttelton, ebbero un figlio;
- Frederick Edward Guest (14 giugno 1875-28 aprile 1937), sposò Anne Phipps, ebbero tre figli;
- Rosamond Cornelia Gwladys Guest (?-2 dicembre 1947), sposò Matthew Ridley, II visconte Ridley, ebbero tre figli;
- Lionel George William Guest (16 novembre 1880-27 settembre 1935), sposò Flora Bigelow, non ebbero figli;
- Corisande Evelyn Vere Guest (?-1 settembre 1943), sposò George Rodney, VII barone Rodney, ebbero quattro figli;
- Elaine Augusta Guest, sposò in prime nozze Ernest Amherst Villiers, ebbero quattro figli, e in seconde nozze Robert Lewin Hunter, non ebbero figli;
- Oscar Montague Guest (24 agosto 1888-8 maggio 1958), sposò Kathleen Susan Paterson, ebbero quattro figli.

## Morte
Morì il 22 febbraio 1914 presso la residenza di Canford Manor, nel Dorset, e gli succedette il figlio Ivor Churchill Guest, II barone Wimborne, I Barone Ashby St Ledgers, in seguito creato visconte Wisborne. Il suo testamento fu convalidato nell'aprile 1914, allorché l'ammontare del patrimonio venne provvisoriamente stimato in 250.000 sterline.